# Hôpital Laennec de Paris
Pour les articles homonymes, voir Hôpital Laennec et Laennec.
L’hôpital Laennec est un ancien hôpital parisien du 7e arrondissement, situé 40 rue de Sèvres, dont les services ont été déplacés à l’hôpital européen Georges-Pompidou en 2000. Il devait son nom à René Laënnec, médecin français initiateur du diagnostic médical par auscultation grâce à l'invention du stéthoscope.
Depuis 2016, le bâtiment est le siège du groupe Kering.

## Histoire

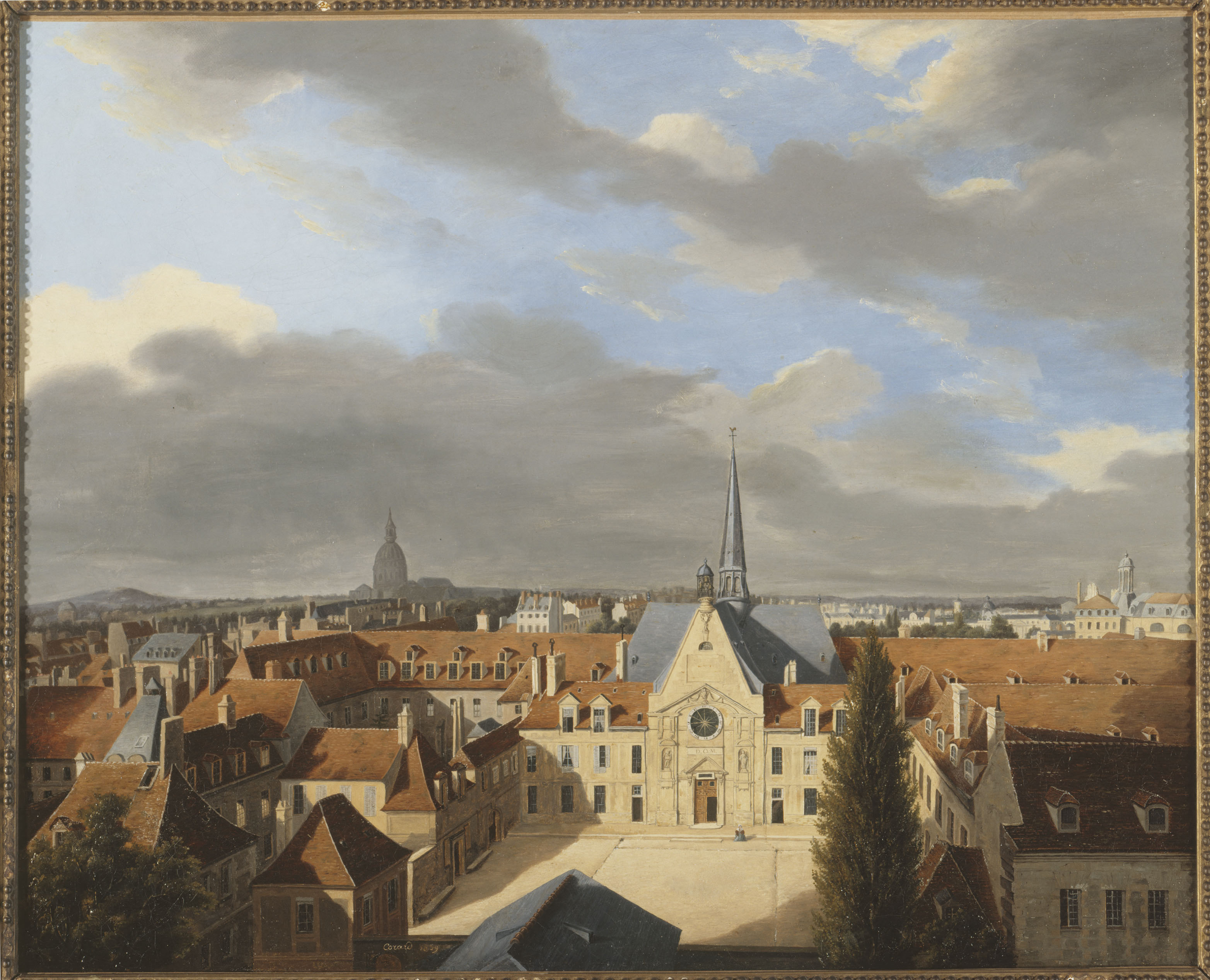
L'hôpital Laennec en 1839 peint par Corard (musée Carnavalet).

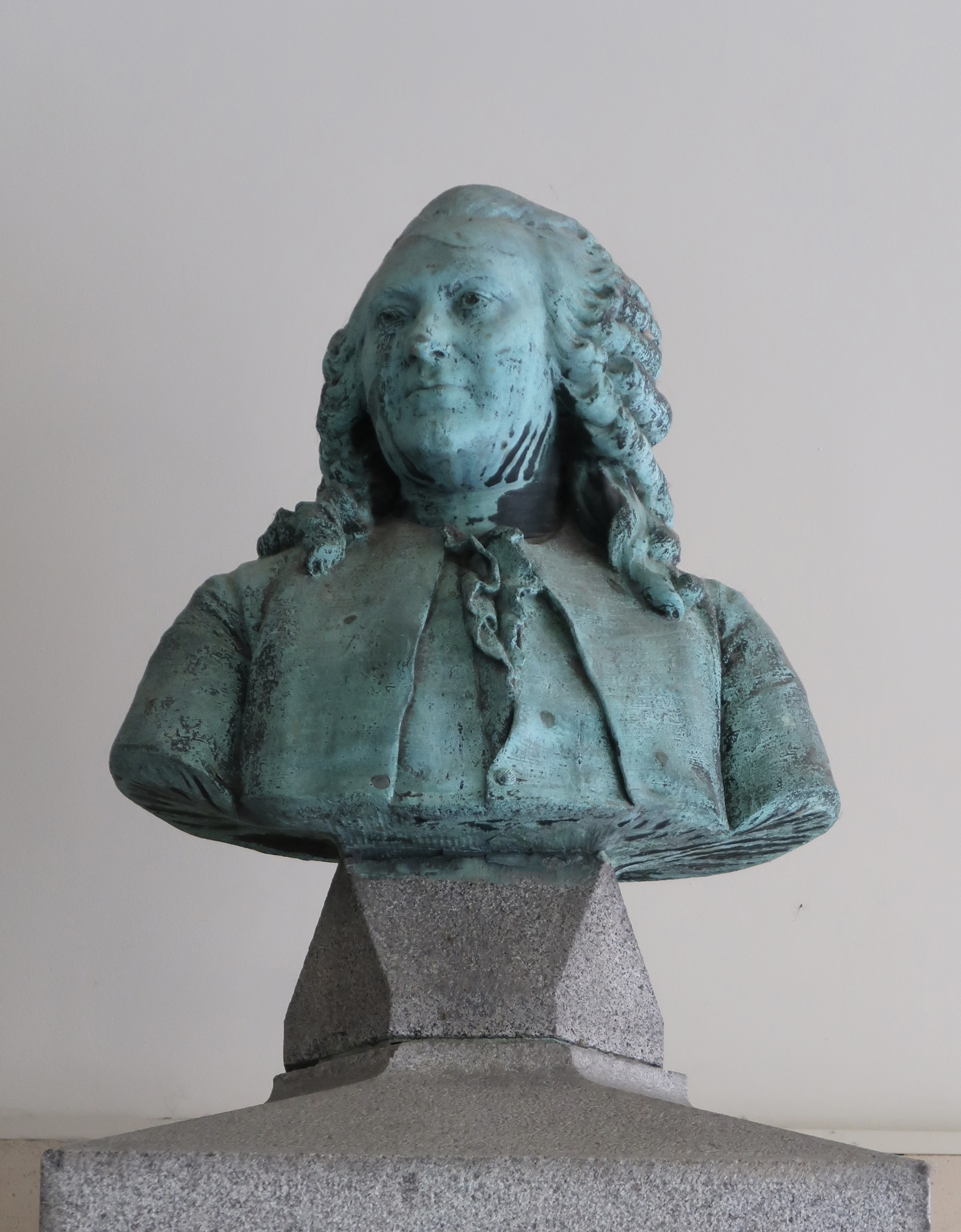
Buste de Turgot.

En 1634, François de la Rochefoucauld, cardinal et grand aumônier de France, entreprend la construction d'un hôpital pour les pauvres affligés de maux incurables, d'où le nom donné à l'époque d'hospice des Incurables. Pour le faire fonctionner, il obtiendra en 1637 des lettres patentes du roi, des privilèges, des franchises et les autorisations ecclésiastiques nécessaires.
Un hôpital succède à l'hospice des Incurables, construit par Christophe Gamard, lorsque celui-ci est transféré, pour ce qui concerne les femmes, en 1873 à Ivry dans le nouvel hôpital. En 1878, il est renommé en l'honneur du médecin René Laennec.
On y trouve les sépultures du cardinal de La Rochefoucauld, Michel-Étienne Turgot et Robert Turgot. Un buste du troisième est installé à l'entrée du site.
Sa chapelle connut un moment de célébrité médiatique, lorsque Mgr François Ducaud-Bourget y organisa, jusqu'en 1971, le seul centre de messe tridentine de Paris.

Plans
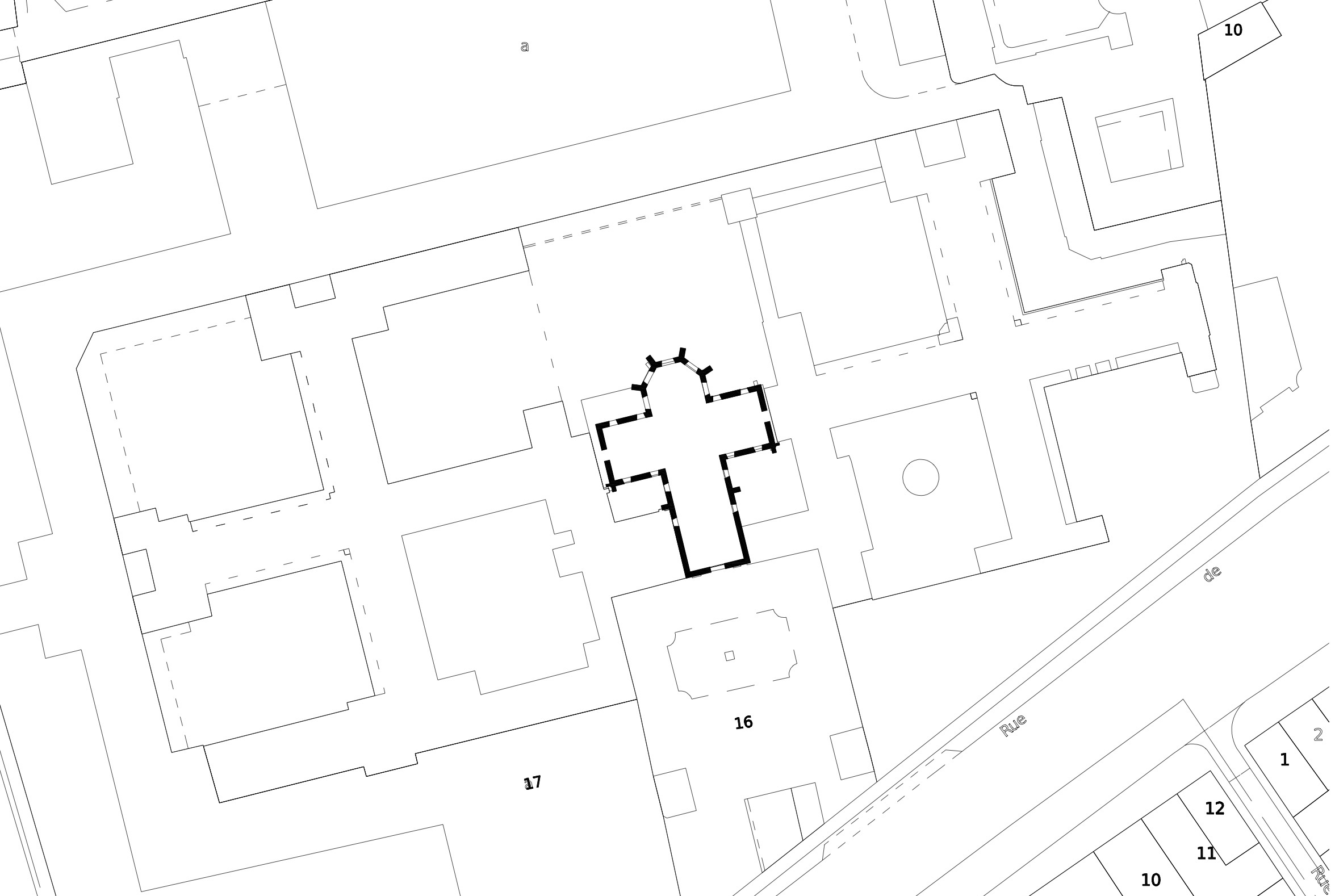
Plan de l'hôpital (éch. : 1/500).
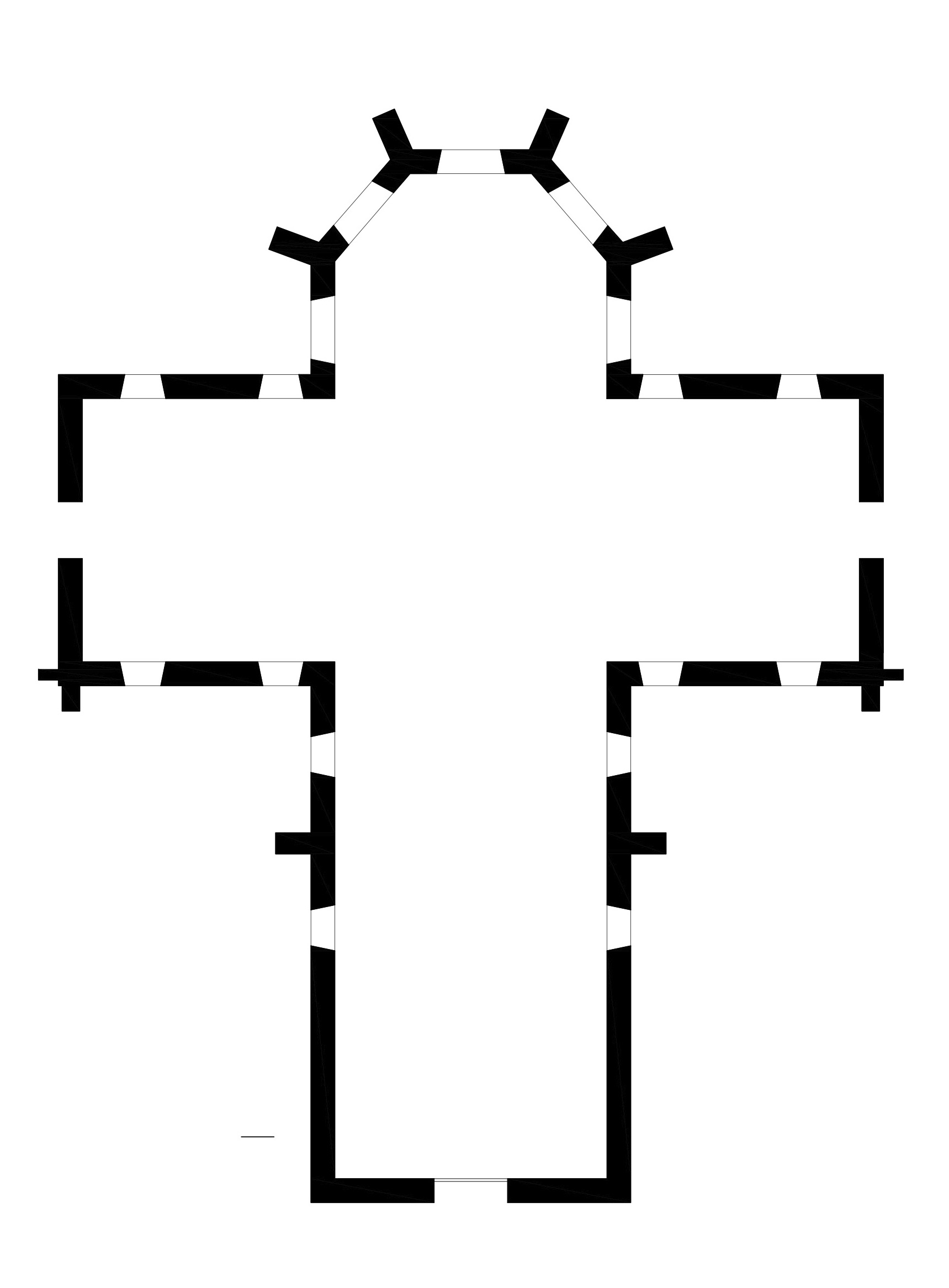
Plan de la chapelle (éch. : 1/100).

## Le bâtiment
L'hôpital Laennec est caractéristique du style dit Louis XIII. L'utilisation typique de matériaux contrastés (pierre, brique, ardoise) anime les différents bâtiments de l'hôpital. Il faut noter également la rigoureuse symétrie du plan en forme de croix, avec en son centre la chapelle. La simplicité et la régularité restent de mise concernant les façades.

### La chapelle
La Chapelle est un modèle de sobriété et de rigueur. Si sa façade se dessine par une modénature sophistiquée et rythmée, sa nef et son transept planifient un espace quasi immaculé, et distribuent l’ensemble en plusieurs fonctions : chœur pour le chant et les ecclésiastiques, nef pour accueillir les fidèles, ailes gauche et droite pour rejoindre l’hôpital. Les vitraux sont eux aussi très sobres : peu de couleur vives et quasi absence de motifs. Subsistent en ses murs la chaire dite de Bossuet, un tableau de Philippe de Champaigne ; et les tombeaux du cardinal François de La Rochefoucauld, de Turgot et d'autres membres de sa famille, ainsi que de l'évêque Jean-Pierre Camus.
Données sur la chapelle :
- largeur : 25,30 m
- longueur : 32,20 m
- superficie : 376 m²
- hauteur : 14,52 m

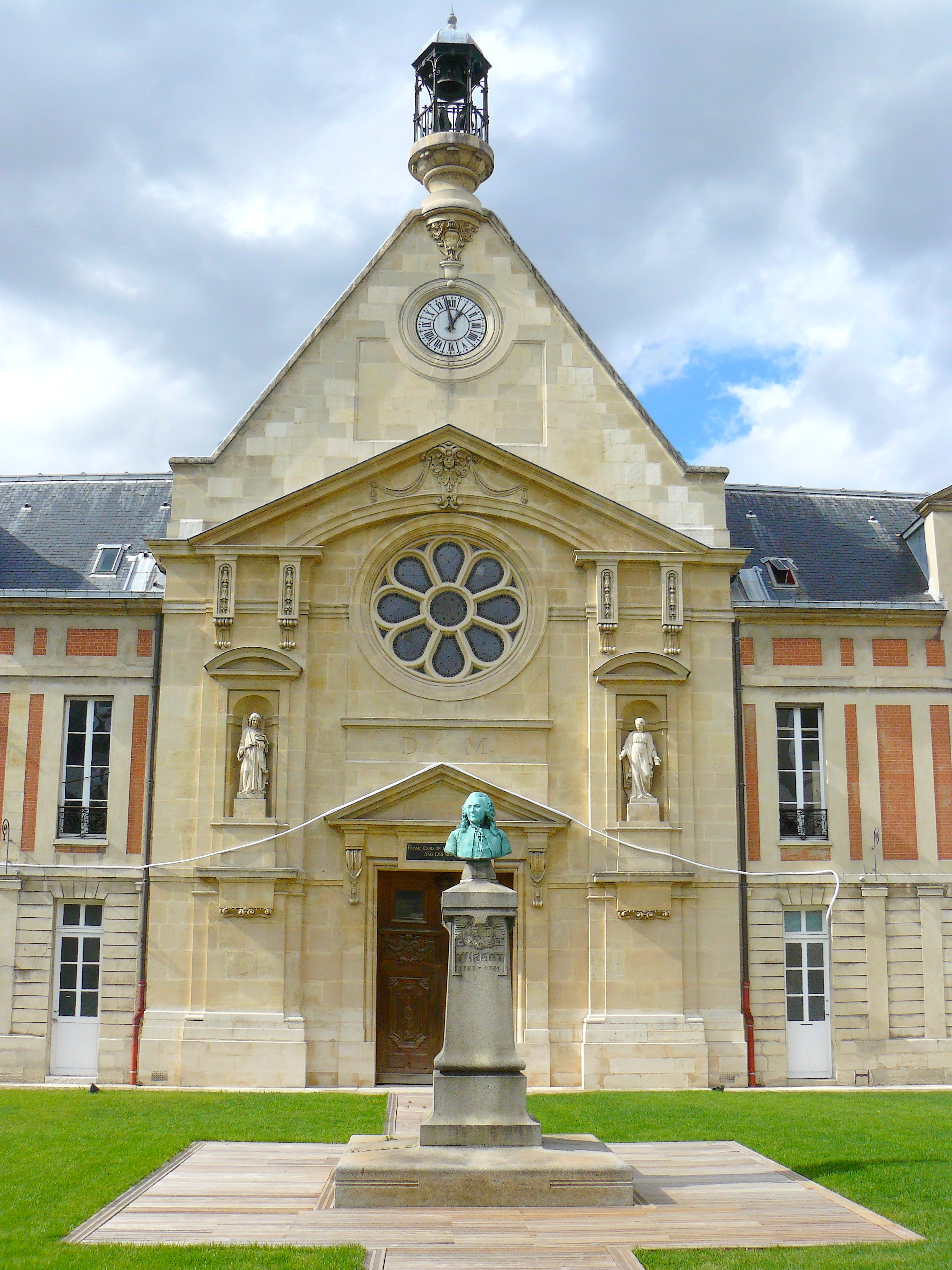
Façade.
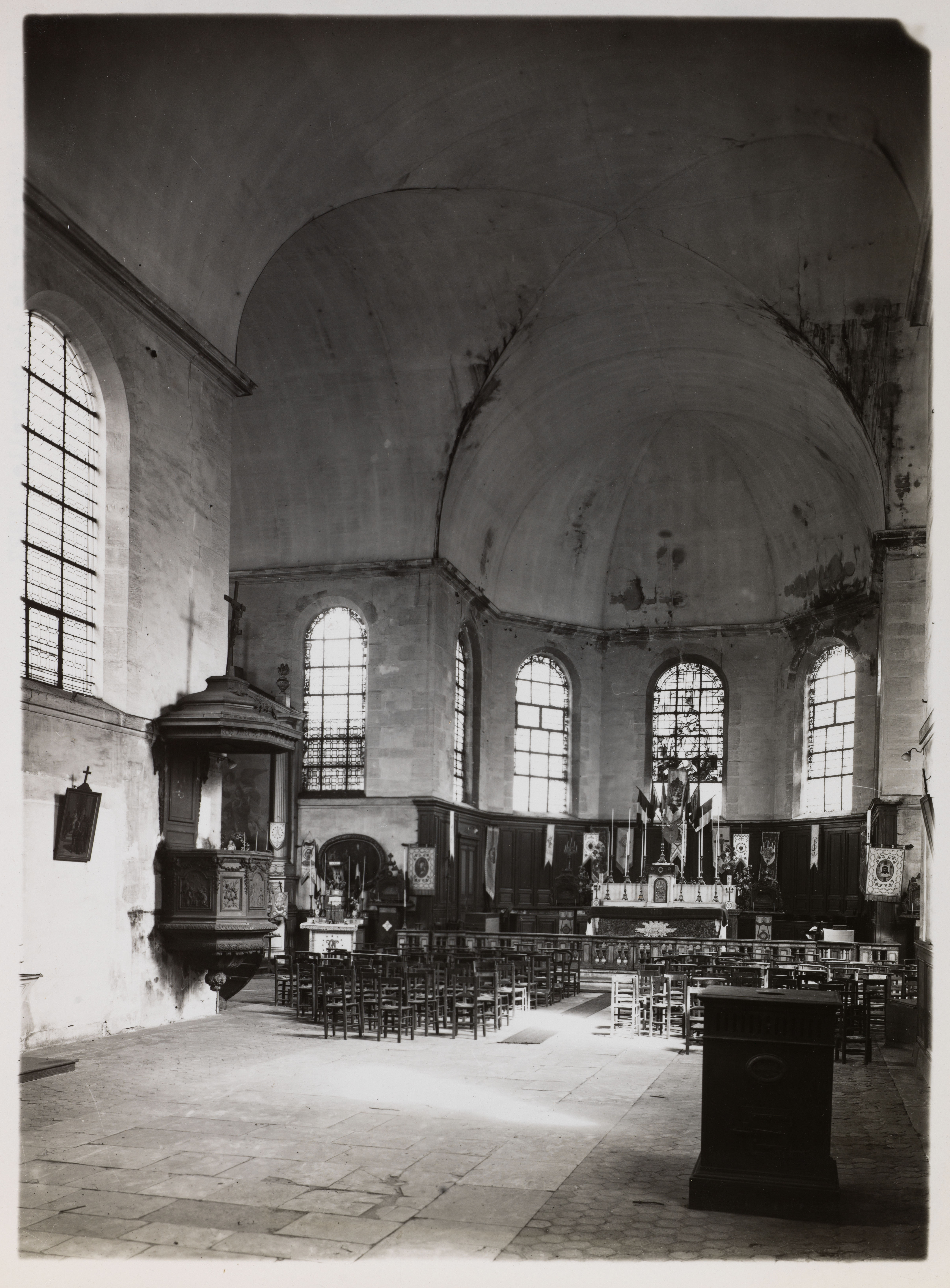
Photographie de 1927.
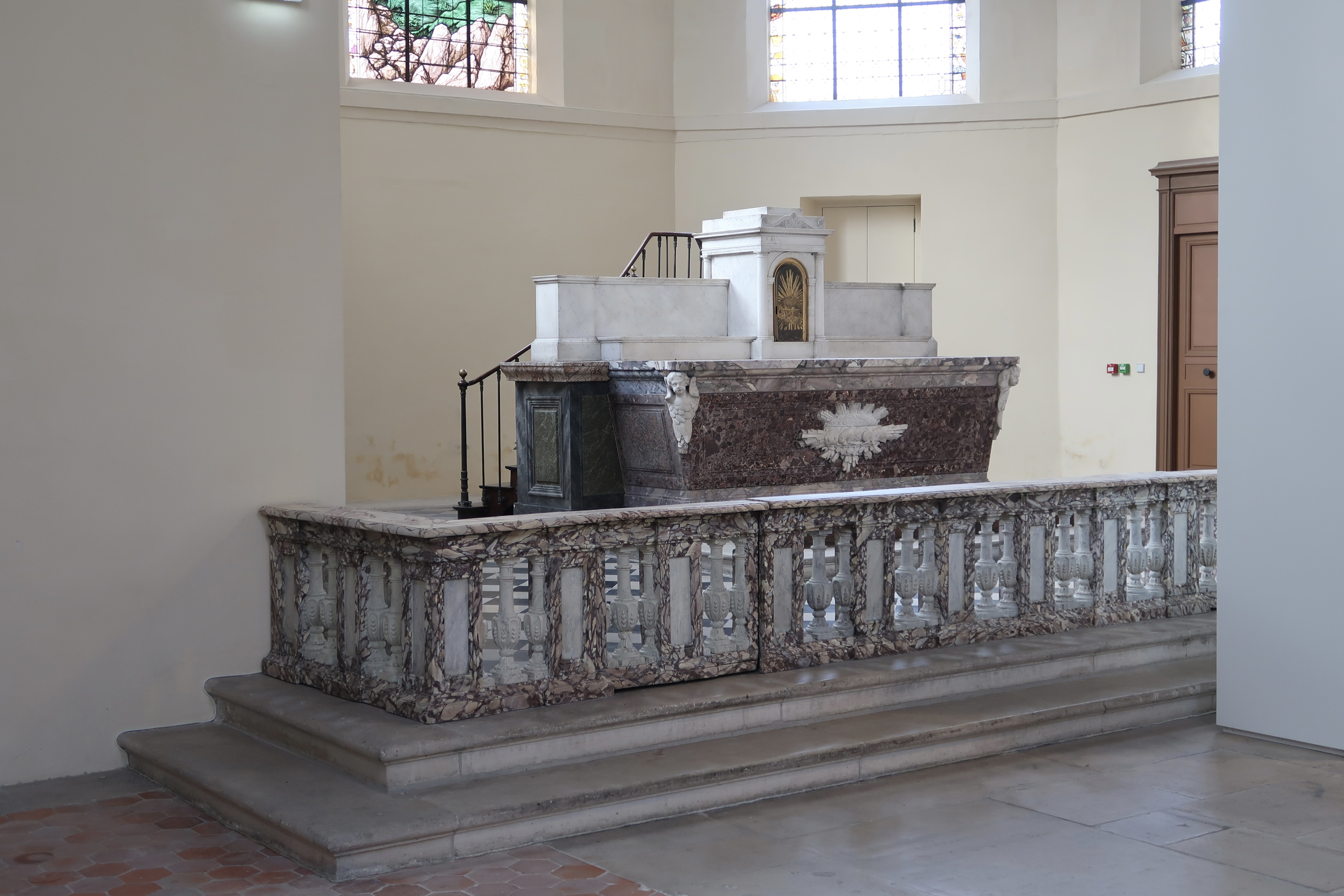
Autel.
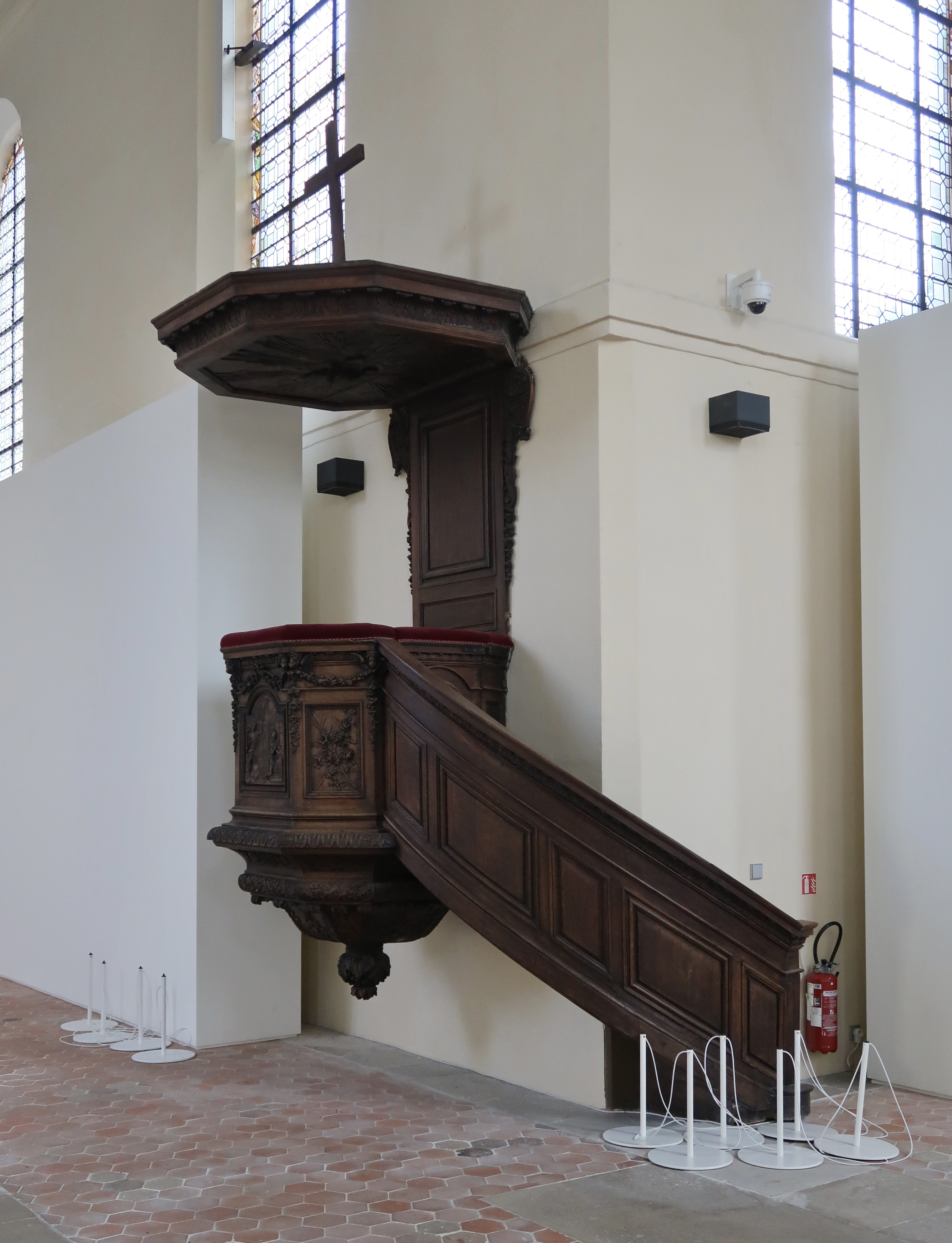
Chaire dite de Bossuet.
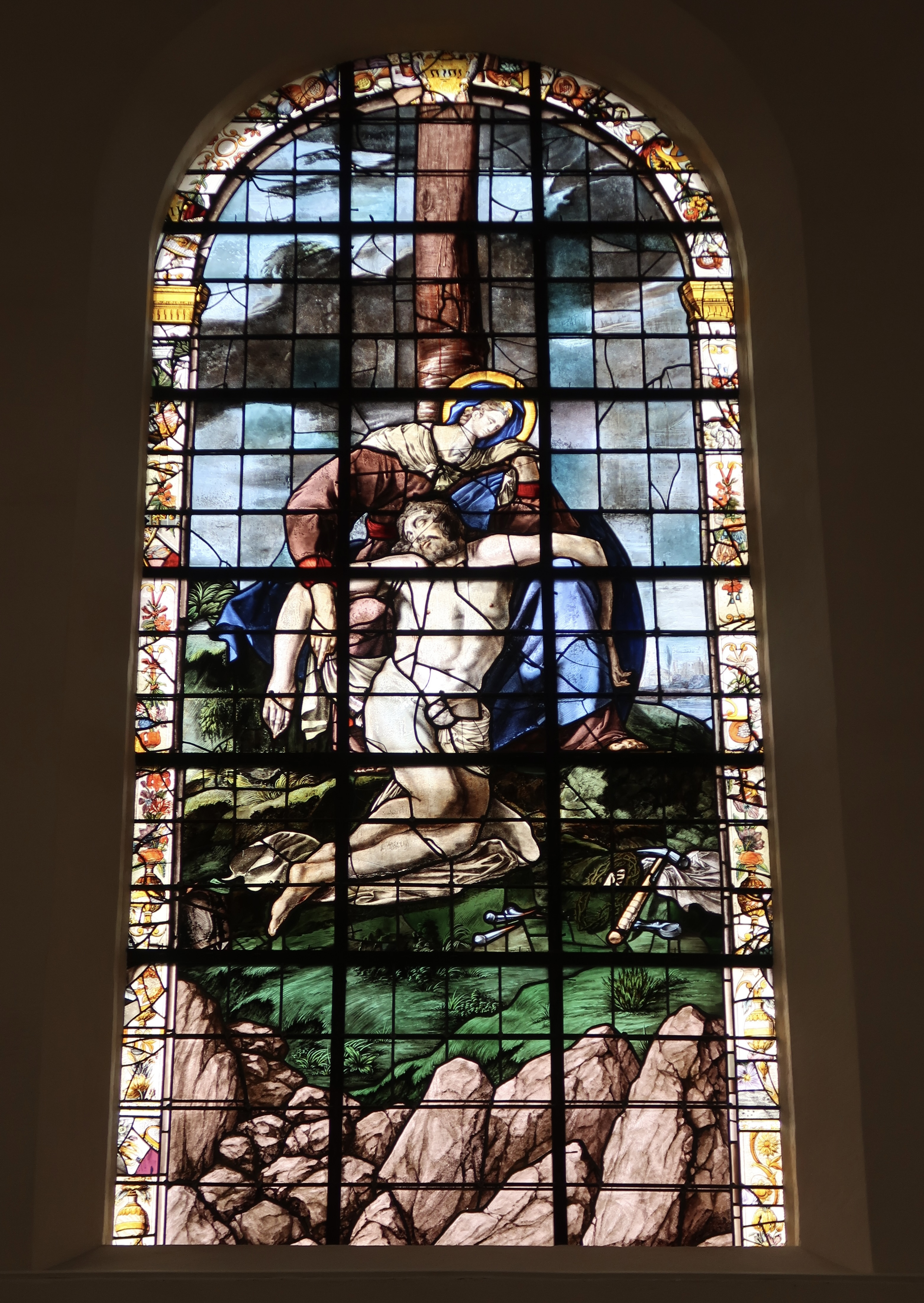
Vitrail.
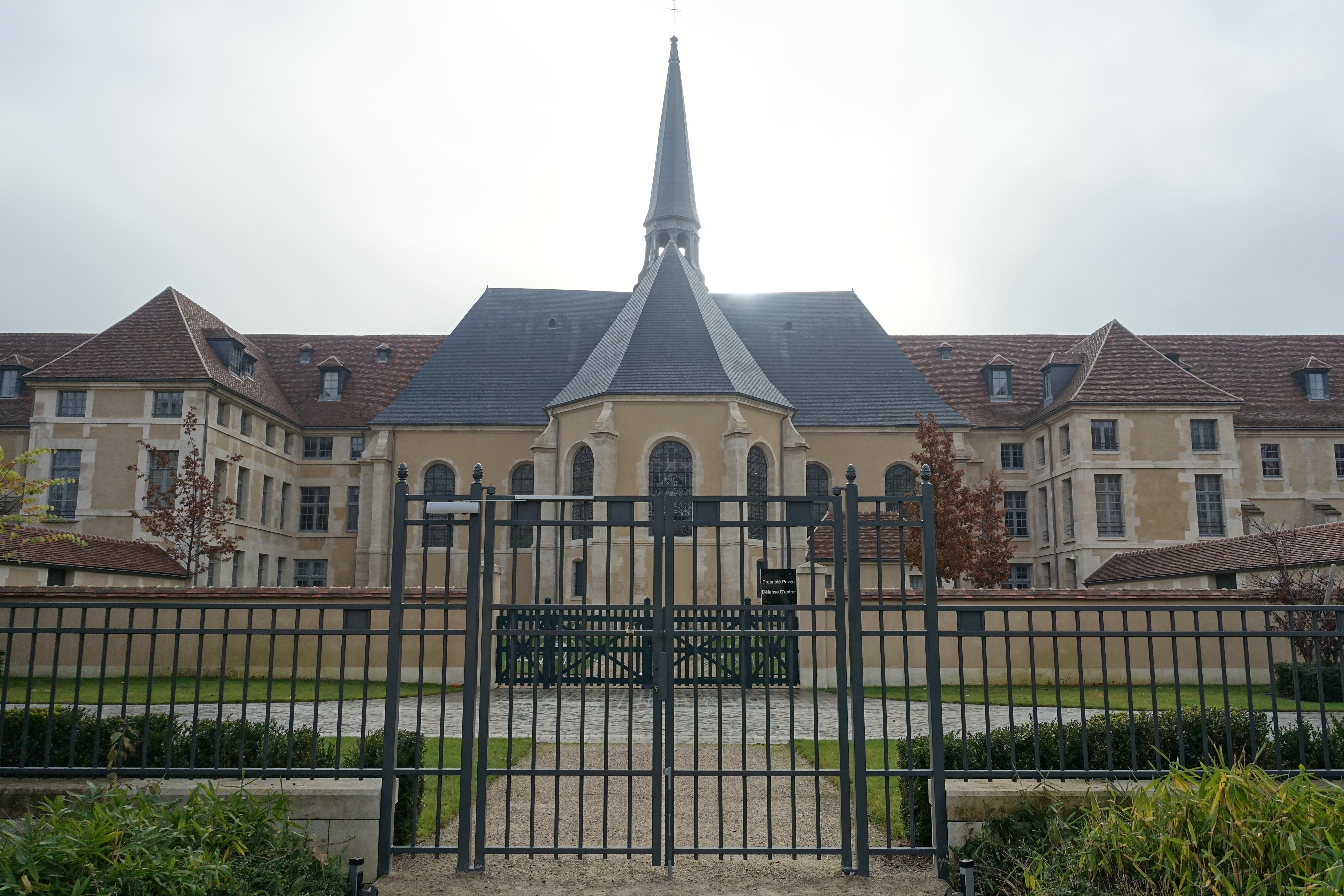
Chevet.

## Nouvelle affectation des bâtiments
L'ensemble des bâtiments fait l'objet à partir de 2010 d'un vaste programme immobilier baptisé « Paris 7 Rive Gauche », dont les travaux s'achèvent en 2014.
Pour cause de vétusté, l'Assistance publique - Hôpitaux de Paris vend en 2002 l’ensemble du quartier Laennec à COGEDIM, associée alors à AGF (devenu ALLIANZ). Celui-ci en fera un programme immobilier mixte. Composé à la fois de logements privés, de baux commerciaux et d'une résidence étudiante, l’ensemble architectural accueille aussi le futur siège social du groupe de luxe Kering au sein de l’hôpital en forme de croix. Quant à la chapelle située en son cœur, aucune fonction ne lui a été trouvée.
Le site de 3,8 hectares dont 2 de jardins se trouve entre la rue de Sèvres et la rue Vaneau. « Un nouveau jardin d'environ 3 500 m2 sera accessible au public par le jardin Catherine-Labouré et par l'impasse Oudinot, et des ouvertures seront créées dans le mur de la rue de Sèvres pour offrir aux passants des perspectives visuelles sur l'intérieur du site, notamment la vue sur les Croix. »
Les anciens bâtiments de l'hôpital sont transformés en bureaux, tandis que des logements neufs sont construits le long de la rue Vaneau.
Le programme est composé de :
- 197 appartements
- 80 logements sociaux
- 50 logements pour étudiants
- 17 200 m² de bureaux
- 4 500 m² de commerces
- 1 résidence pour seniors

L’agence d’architecture Valode et Pistre est chargée de mener ce projet aux côtés des paysagistes Philippe et Benjamin Thebaud .
C'est en 2016 que Kering y installe son siège. Lors des Journées européennes du patrimoine, les visiteurs peuvent y découvrir une sélection d’œuvres d’art contemporain de la collection Pinault, ainsi que certaines œuvres de la maison Balenciaga. Kering s'est impliqué aux côtés de l'architecte en chef des monuments historiques, Benjamin Mouton, dans la restauration du bâtiment.
La chapelle, édifiée sous Louis XIII et classée monument historique en 1977, est épargnée.
Malgré sa protection au titre des monuments historiques, la sacristie de la chapelle de l'hôpital est rasée fin 2011 à la suite d'une « erreur humaine » commise par une entreprise de démolition.

La rénovation des bâtiments
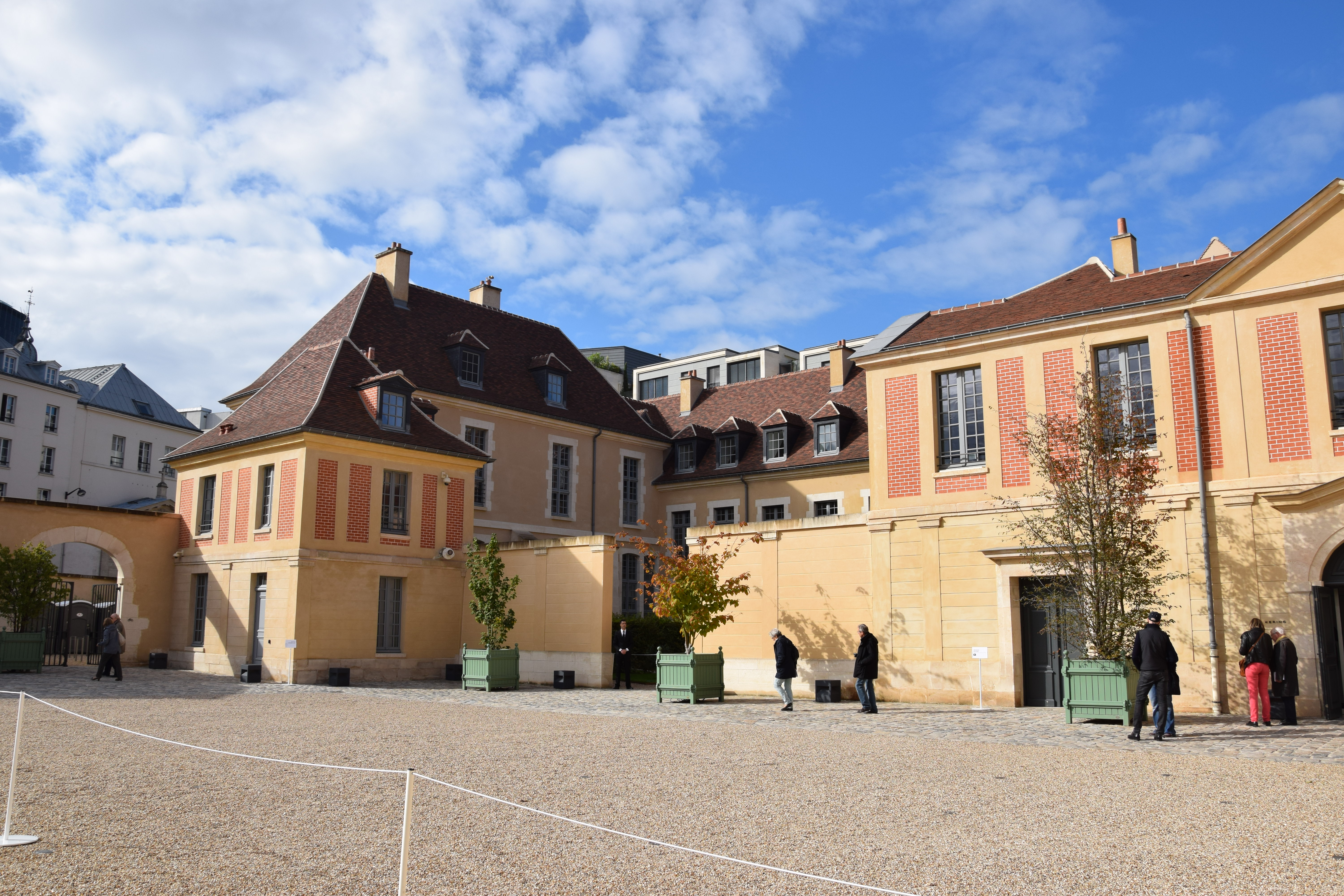
Les anciens bâtiments rénovés.
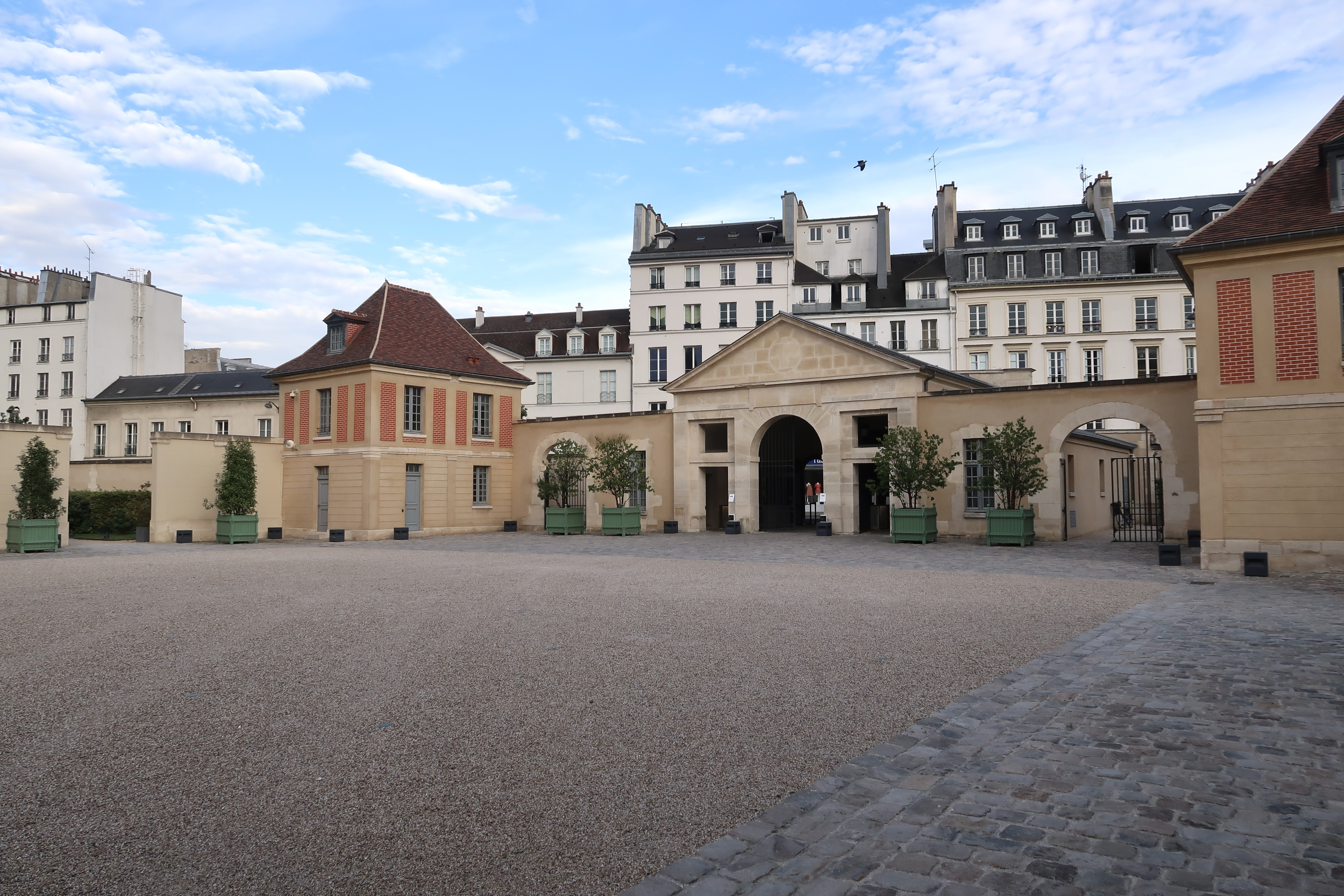
Entrée et cour.
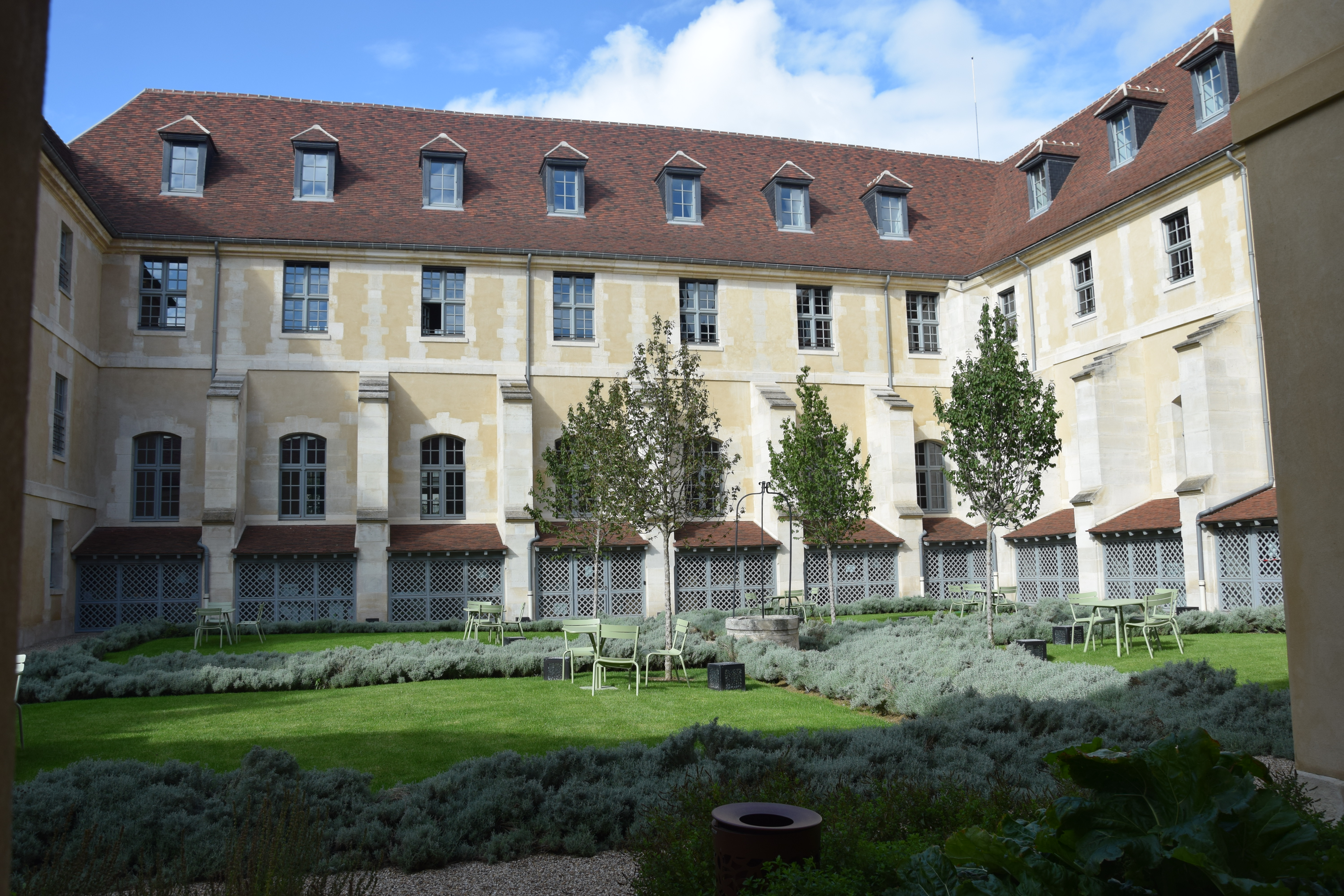
Carré de jardin.
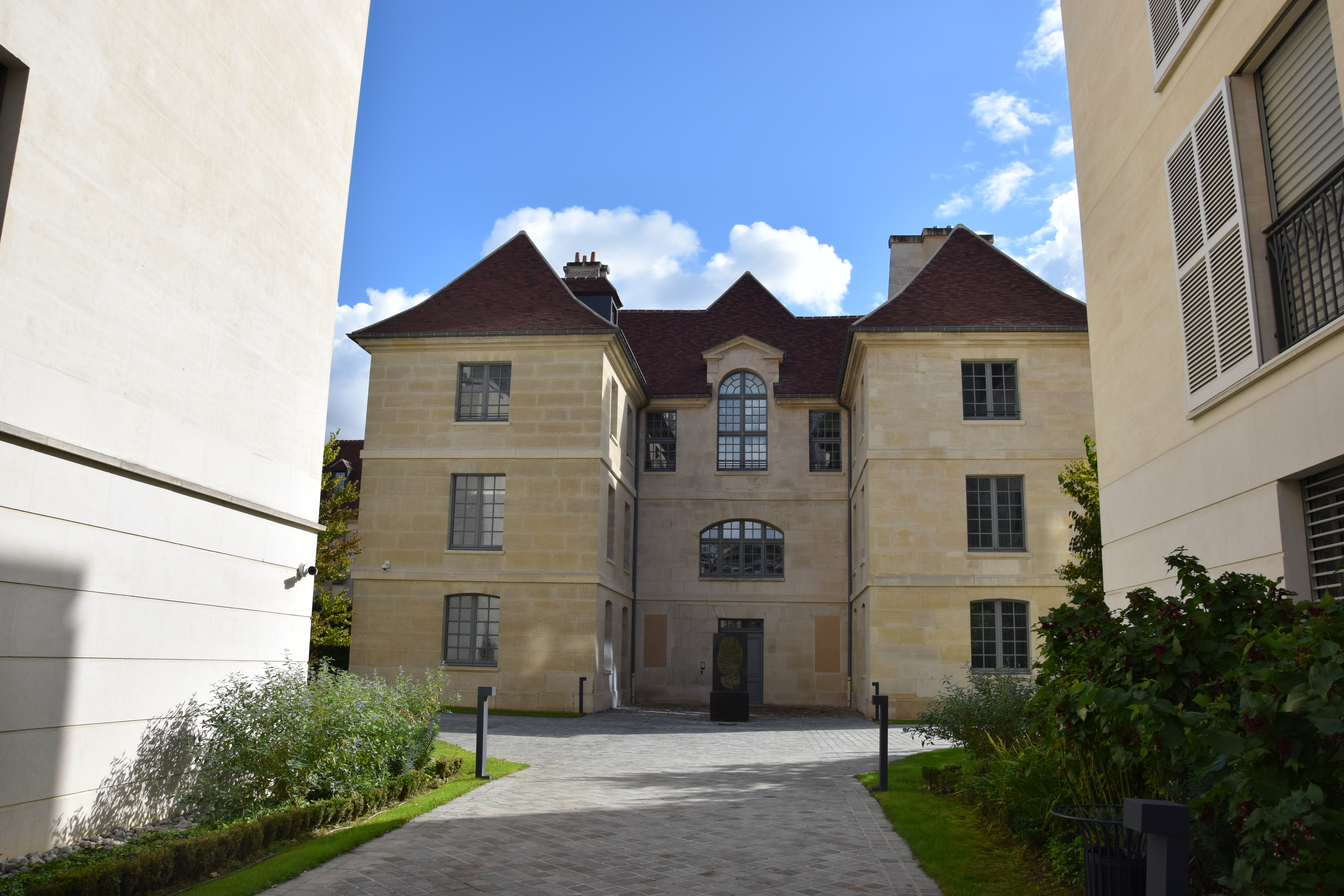
Pavillon rénové.

## Au cinéma
Dans le film La Maman et la putain (1973) de Jean Eustache, le personnage de Veronika est infirmière à l'hôpital Laennec et le personnage d'Alexandre la raccompagne plusieurs fois à l'hôpital.